# Élections législatives irakiennes de 2010
Les élections législatives irakiennes de 2010 ont eu lieu le 7 mars 2010. Ce sont les deuxièmes élections du type depuis la guerre d'Irak de 2003. La première assemblée législative permanente a été élue lors des élections de décembre 2005, après l'élection de l'assemblée constituante en janvier 2005.
Elles visent à élire, parmi 6 000 candidats, les 325 députés du Conseil des Représentants, la chambre basse du Parlement irakien, pour un mandat de quatre ans.
Contrairement aux élections de 2005, la minorité sunnite n'a pas annoncé de boycottage du scrutin. Une série d'attentats a fait environ 40 morts dès l'ouverture du scrutin. Le chiffre officiel de la participation s'établit à 62,4 %, dont environ 60 % au sein de la minorité sunnite.

## Déroulement
Des groupes, se revendiquant d'Al-Qaida en Irak, ont menacé de mort quiconque irait voter et appelé les Irakiens à rester chez eux. Dès l'ouverture du scrutin, trois explosions ont fait au moins 38 morts et plus de 100 blessés à Bagdad.

## Résultats
Les résultats officiels ont été annoncés par la commission électorale le 26 mars.
| Parti/coalition               | Sièges     | Votes      | %                              |
| ----------------------------- | ---------- | ---------- | ------------------------------ |
| Mouvement national irakien    | 91 sièges  | 2 849 612  | 24,72 %                        |
| Coalition de l'État de Droit  | 89 sièges  | 2 792 083  | 24,22 %                        |
| Alliance nationale irakienne  | 70 sièges  | 2 092 066  | 18,15 %                        |
| Alliance du Kurdistan         | 43 sièges  | 1 681 714  | 14,59 %                        |
| Mouvement Goran               | 8 sièges   | 476 478    | 4,13 %                         |
| Alliance unie d'Irak          | 4 sièges   | 306 647    | 2,66 %                         |
| Front pour le consensus       | 6 sièges   | 298 226    | 2,59 %                         |
| Union islamique du Kurdistan  | 4 sièges   | 243 720    | 2,12 %                         |
| Groupe islamique du Kurdistan | 2 sièges   | 152 530    | 1,32 %                         |
| Autres                        | 8 sièges   | -          | -                              |
| Total                         | 325 sièges | 11 526 412 | 100 % (participation : 62,4 %) |

### Résultats par province
| Province       | Mouvement national irakien | Coalition de l'État de Droit | Alliance nationale irakienne | Alliance du Kurdistan | Autres partis |
| -------------- | -------------------------- | ---------------------------- | ---------------------------- | --------------------- | ------------- |
| Al-Anbâr       | 72,7 %                     | 1,6 %                        | 10,9 %                       | <0,5 %                | 14,8 %        |
| Al-Basra       | 9,8 %                      | 56,0 %                       | 30,8 %                       | <1 %                  | 3,4 %         |
| Al-Muthanna    | 8,9 %                      | 46,2 %                       | 33,9 %                       | 0,7 %                 | 10,3 %        |
| An-Najaf       | 8,3 %                      | 48,2 %                       | 41,2 %                       | 0,1 %                 | 2,2 %         |
| Al-Qadisiyya   | 14,8 %                     | 35,7 %                       | 36,2 %                       | 0,2 %                 | 13,1 %        |
| Arbil          | <0,06 %                    | <0,06 %                      | 0,06 %                       | 67,9 %                | 32 %          |
| As-Sulaymaniya | <0,1 %                     | <0,1 %                       | 0,1 %                        | 42,4 %                | 57,4 %        |
| Babil          | 17,8 %                     | 43,5 %                       | 33,8 %                       | 0,3 %                 | 4,6 %         |
| Bagdad         | 34,9 %                     | 37,5 %                       | 23,0 %                       | 0,9 %                 | 3,7 %         |
| Dahuk          | <0,04 %                    | <0,04 %                      | 0,05 %                       | 79,1 %                | 20,8 %        |
| Dhi Qar        | 7,9 %                      | 43,1 %                       | 45,1 %                       | 0,06 %                | 3,84 %        |
| Diyala         | 50,5 %                     | 13,1 %                       | 17,8 %                       | 9,7 %                 | 8,9 %         |
| Karbala        | 11,8 %                     | 58,0 %                       | 26,5 %                       | <1 %                  | 3,7 %         |
| Kirkûk         | 39,7 %                     | 2,6 %                        | 2,7 %                        | 39,0 %                | 16,0 %        |
| Maysan         | 6,3 %                      | 39,5 %                       | 52,1 %                       | <1 %                  | 2,1 %         |
| Ninawa         | 61,5 %                     | 1,8 %                        | 3,7 %                        | 23,4 %                | 9,6 %         |
| Salah ad-Din   | 54,6 %                     | 7,8 %                        | 5,4 %                        | 5,5 %                 | 26,7 %        |
| Wasit          | 14,6 %                     | 42,7 %                       | 37,0 %                       | 0,3 %                 | 5,4 %         |
| Irak           | 25,87 %                    | 25,76 %                      | 19,43 %                      | 15,23 %               | 13,71 %       |

## Formation d'un gouvernement
Selon la Constitution, la formation du nouveau gouvernement reviendrait au bloc ayant le plus de sièges. Mais selon l'interprétation de la Cour suprême, cette tâche peut revenir à une alliance (formée après le scrutin) de blocs politiques ayant le plus grand nombre de sièges.